# 1926 في نيوزيلندا
فيما يلي قوائم الأحداث التي وقعت خلال عام 1926 في نيوزيلندا.

## سياسة

### انتهاء فترة المنصب
- 18 يناير – جيمس بار وزير العدل [الإنجليزية]‏.

## مواليد

### يناير
- 3 يناير – ديفيد ألان سبينس رياضياتي نيوزيلندي.
- 3 يناير – ماري كلاي
- 6 يناير – بات فنسنت لاعب رغبي نيوزيلندي.

### فبراير
- 7 فبراير – غراهام لاتيمر فلاح نيوزيلندي.

### مارس
- 6 مارس – ألان هنتر لاعب كريكت نيوزلندي.

### أبريل
- 26 أبريل – باربرا أندرسون كاتبة نيوزيلندية.

### مايو
- 15 مايو – ليال باري سباح نيوزيلندي.
- 19 مايو – نانسي آدامز
- 23 مايو – جون هوليوود لاعب كريكت نيوزلندي.

### يونيو
- 19 يونيو – رود كولمان متسابق دراجات نارية نيوزيلندي.
- 29 يونيو – جيمس ك. باكستر شاعر نيوزلندي.

### يوليو
- 22 يوليو – رون راسيل سياسي كندي.

### أغسطس
- 10 أغسطس – إدوين كار ملحن نيوزيلندي.
- 18 أغسطس – جورج جونسون رسام أسترالي.

### سبتمبر
- 29 سبتمبر – فيفيان كاسي كوبر عالمة نبات نيوزيلندية.

### أكتوبر
- 16 أكتوبر – بيتر أرنولد لاعب كركيت نيوزيلندي.
- 28 أكتوبر – كولن ماسون سياسي أسترالي.
- 30 أكتوبر – كولن كاي منافِس أوليمبي نيوزيلندي.

### نوفمبر
- 3 نوفمبر – إدوارد غينز قس نيوزيلندي.

### ديسمبر
- 1 ديسمبر – باري دالاس سياسي نيوزيلندي.
- 7 ديسمبر – جاك كيلي لاعب رگبي.
- 13 ديسمبر – ديف باتن عداء سرعة نيوزيلندي.
- 15 ديسمبر – رون بيلي سياسي نيوزيلندي.
- 20 ديسمبر – جون هولاند منافِس أوليمبي نيوزيلندي.
- 31 ديسمبر – كليم باركر عداء سرعة نيوزيلندي.

## وفيات

### فبراير
- 8 فبراير – جون غراهام (مواليد 1843) سياسي نيوزيلندي.
- 8 فبراير – نينا جونز (مواليد 1871)

### مارس
- 22 مارس – لويزا أليس بيكر (مواليد 1856)

### مايو
- 15 مايو – جوزيف جيمس فليتشير (مواليد 1850) عالم حيوان أسترالي.

### أكتوبر
- 18 أكتوبر – جيمس كارول (مواليد 1857) سياسي نيوزيلندي.

### ديسمبر
- 22 ديسمبر – مينه أرندت (مواليد 1885) رسامة نيوزيلندية.